# Animal Diversity Web
Animal Diversity Web (ADW; рус. разнообразие животных веб) представляет собой интернет-базу данных, содержащую информацию о естественной истории, классификации и характеристике тысяч видов. Она включает в себя тысячи фотографий, сотни звуковых файлов и виртуальный музей.
ADW выступает в качестве онлайн-энциклопедии, отображая на странице основную информацию, относящуюся к отдельным видам. На каждой странице приведены данные об ареале, среде обитания, морфологии, размножении, продолжительности и образе жизни, поведении, пищевых привычках, хищничестве и природоохранном статусе вида.
ADW создана сотрудниками Музея зоологии Университета штата Мичиган (США). Она содержит более чем 350 спецификаций высших таксономических групп и классифицированные списки сотен тысяч видов, ещё не имеющих своей страницы.